# Ripakkajärvi (Jukkasjärvi socken, Lappland)
Ripakkajärvi är en sjö i Kiruna kommun i Lappland och ingår i Kalixälvens huvudavrinningsområde. Sjön har en area på 0,214 kvadratkilometer och ligger 482,9 meter över havet. Ripakkajärvi ligger i Torne och Kalix älvsystem Natura 2000-område.

## Delavrinningsområde
Ripakkajärvi ingår i det delavrinningsområde (752709-168283) som SMHI kallar för Utloppet av Rakkurijärvi. Medelhöjden är 489 meter över havet och ytan är 10,83 kvadratkilometer. Räknas de 5 avrinningsområdena uppströms in blir den ackumulerade arean 95,88 kvadratkilometer. Rakkurijoki som avvattnar avrinningsområdet har biflödesordning 3, vilket innebär att vattnet flödar genom totalt 3 vattendrag innan det når havet efter 336 kilometer. Avrinningsområdet består mestadels av skog (70 procent) och sankmarker (22 procent). Avrinningsområdet har 2,12 kvadratkilometer vattenytor vilket ger det en sjöprocent på 5,7 procent.